# Dragan Bakema
Dragan Bakema, né le 12 mai 1980 à Appelscha, est un acteur, producteur et scénariste néerlandais.

## Filmographie
- 2001 : La Dérive de Michiel van Jaarsveld[2]
- 2005 : Een ingewikkeld verhaal, eenvoudig verteld de Jaap Van Heusden : Lukas[3]
- 2005 : Black Swans de Colette Bothof[4]
- 2008 : Eis frei de Ivan Barbosa : German Soldier[5]
- 2010 : Joy de Mijke de Jong[6]
- 2010 : Shocking Blue de Mark de Cloe : Wojtek[7]
- 2010 : Hunting & Sons de Sander Burger[8]
- 2010 : Brownian Movement de Nanouk Leopold : Max[9]
- 2011 : Claustrofobia de Bobby Boermans[10]
- 2012 : De Marathon de Diederick Koopal[11]
- 2014 : The Basement de Erik van Lieshout
- 2014 : After The Tone de Digna Sinke : Adriaan[12]
- 2015 : The Paradise Suite de Joost van Ginkel : Milijan[13]
- 2016 : Renesse de Willem Gerritsen : Frank[14]
- 2016 : Humidity de Nikola Ljuca : Srdjan[15]
- 2017 : Brothers de Bram Schouw : Club eigenaar[16]

## Théâtre
- 2012 : Un tramway nommé Désir : Toneelgroep Oostpool
- 2012 : Soldaat van Oranje (nl) : Erik Hazelhoff Roelfzema
- 2016 : Het Pauperparadijs (nl) : Johannes van den Bosch

## Crédit d'auteurs
- (nl) Cet article est partiellement ou en totalité issu de l’article de Wikipédia en néerlandais intitulé « Dragan Bakema » (voir la liste des auteurs).